# Arno Lustiger
Arno Lustiger (ur. 7 maja 1924 r. w Będzinie, zm. 15 maja 2012 we Frankfurcie nad Menem) – historyk i pisarz niemiecki, pochodzący z polskich Żydów z Będzina, więzień obozów koncentracyjnych. Był jednym z najbardziej znanych świadków i historyków Zagłady w Niemczech, znanym aktywistą organizacji żydowskich w Niemczech i autorem cenionych publikacji o udziale Żydów w ruchu oporu podczas hiszpańskiej wojny domowej i II wojny światowej.

## Życiorys
Dzieciństwo spędził w Będzinie, gdzie do 1939 r. uczęszczał do szkoły żydowskiej (gimnazjum im. Furstenbergów) i był członkiem wielu młodzieżowych organizacji żydowskich. Jego ojciec, Dawid Lustiger, był właścicielem zakładu produkującego urządzenia piekarnicze oraz radnym miasta Będzina. Firma została we wrześniu 1939 r. skonfiskowana przez Niemców (ojciec nadal jednak w niej pracował). Gdy w maju 1942 r. dla Żydów Będzina utworzono getto, rodzina Lustigerów ukrywała się w piwnicy. Po kilku dniach od momentu likwidacji w sierpniu 1943 r. getta i wywózki Żydów do Auschwitz-Birkenau dobrowolnie zgłosili się do zakładu pracy przymusowej w Będzinie-Małobądzu, a następnie zostali skierowani do obozu pracy przymusowej w Górze Św. Anny (Annaberg). Potem Arno został deportowany do obozu Ottmuth (Otmęt), a później Blachownia Śląska (Blechhammer) w Sławięcicach (podobóz Auschwitz), gdzie wytatuowano mu numer 5592. Dwa tygodnie przed jego przybyciem do obozu koncentracyjnego Blechhammer jego ojciec został stąd przeniesiony do Auschwitz-Birkenau, gdzie zginął.
Od 21 I 1945 r. szedł w zimowym tzw. marszu śmierci (przy temperaturze powietrza nawet –20 st. C) do obozu koncentracyjnego Gross-Rosen na Dolnym Śląsku (zginęła połowa więźniów spośród ok. 4 tysięcy). Następnie został wywieziony do obozu koncentracyjnego w Buchenwaldzie, a potem do jego filii – Langenstein-Zwieberge koło Halberstadt w górach Harz. W połowie kwietnia 1945 r. uciekł podczas ewakuacji obozu (drugi „marsz śmierci”) przed zbliżającym się wojskiem amerykańskim. Wpadł jednak w ręce Volkssturmu, ale ponownie uciekł. Półżywy, uratowany został przez patrol amerykańskich żołnierzy. Jako ochotnik był tłumaczem w armii amerykańskiej w Hettstedt. Po wyzwoleniu w Niemczech i na Dolnym Śląsku poszukiwał swojej rodziny. W filii Groß-Rosen w Ludwikowicach Kłodzkich odnalazł matkę i trzy siostry, z którymi następnie przedzierał się do Niemiec Zachodnich, by w końcu znaleźć się w obozie dla przesiedlonych we Frankfurcie-Zeilsheim. Z powodu choroby sióstr nie udało im się emigrować do Stanów Zjednoczonych. W 1948 r. zamieszkali na stałe w Niemczech we Frankfurcie n. Menem (później Mania i Erna wyemigrowały do USA). Tu w 1950 r. Arno założył firmę branży odzieży damskiej „Arno Lustiger & Co.”. Od lat 80. XX w. całkowicie poświęcił się badaniu żydowskiego antyfaszystowskiego ruch oporu w Europie. W 1984 r. przeżył zawał serca.

## Działalność
Jest autorem artykułów i książek o przeszłości niemiecko-żydowskiej, wojnie domowej w Hiszpanii, żydowskim ruchu oporu i prześladowaniach Żydów przez Stalina. Jego książki zostały opublikowane w kilku językach. Opracował niemieckie wydanie Czarnej księgi Wasilija Grossmana i Ilii Erenburga. W swoich książkach ukazuje rozległą panoramę dziejów rosyjskich Żydów i polityki stosowanej wobec nich od początku XIX w. po czasy pierestrojki. Czarna księga jest przejmującym świadectwem tragedii Żydów zmuszonych do wyboru między Hitlerem a Stalinem. W 2004 r. wydał autobiografię. Jest bohaterem książki Basila Kerskiego i Joanny Vincenzy Świadek i historyk. Rozmowy z Arno Lustigerem.
W latach 2004–2006 był profesorem we Fritz-Bauer-Instytut we Frankfurcie, a w 2007 r. otrzymał tytuł profesora Hesji. W 1951 r. był współzałożycielem Organizacji Syjonistycznej i gminy żydowskiej we Frankfurcie nad Menem i przez wiele lat jej przewodniczącym. Był członkiem zarządu Fundacji Budge. W 2003 r. został doktorem honoris causa Uniwersytetu w Poczdamie. Otrzymał liczne nagrody i wyróżnienia.

## Rodzina
- Matka: Gitla – córka Józefa Wellnera, zamożnego przedsiębiorcy
- Ojciec: Dawid – zginął w KL Auschwitz.
- Rodzeństwo: Hela, Mania oraz bliźnięta Erna (po mężu Lorie) i Samuel (zginął w Auschwitz).
- Była żona: Dora Jeger – b. oficer ds. kultury w lotnictwie izraelskim, poślubiona w październiku 1957 r. w Tel-Awiwie (Izrael).
- Córki (urodzone we Frankfurcie nad Menem w latach 60. XX w.):
  - Gila (ur. 27 IV 1963) – literaturoznawca, dziennikarka i redaktorka, od 1987 r. zamieszkała w Paryżu, żona znanego pisarza francusko-izraelskiego Emmanuela Mosesa, matka Jonasa;
  - Rina – absolwentka Akademii Sztuk Pięknych, malarka zamieszkała w Tel Awiwie.
- Kuzyn (ur. 17 IX 1926, zm. 5 VIII 2007): kardynał Jean-Marie Lustiger, arcybiskup Paryża (wspólny dziadek Aron, będziński piekarz).